# Symbrenthia circesia
Symbrenthia circesia är en fjärilsart som beskrevs av Hans Fruhstorfer 1912. Symbrenthia circesia ingår i släktet Symbrenthia och familjen praktfjärilar. Inga underarter finns listade i Catalogue of Life.